# Porno Chic
Der Ausdruck Porno Chic (teilweise auch Porn Chic oder Golden Age of Porn) wurde erstmals in den frühen 1970er Jahren gebraucht, um die Welle pornografischer Filme zu beschreiben, die zu diesem Zeitpunkt erstmals in US-amerikanischen Mainstream-Kinos vorgeführt wurden und zu denen unter anderem Produktionen wie Behind the Green Door, Deep Throat, The Devil in Miss Jones und Score gehörten. Heute wird der Begriff auch verwendet, um die zunehmende Verbreitung pornografischer Stilelemente in unterschiedlichsten medialen Mainstream-Kontexten zu beschreiben.

## Ursprüngliche Bedeutung

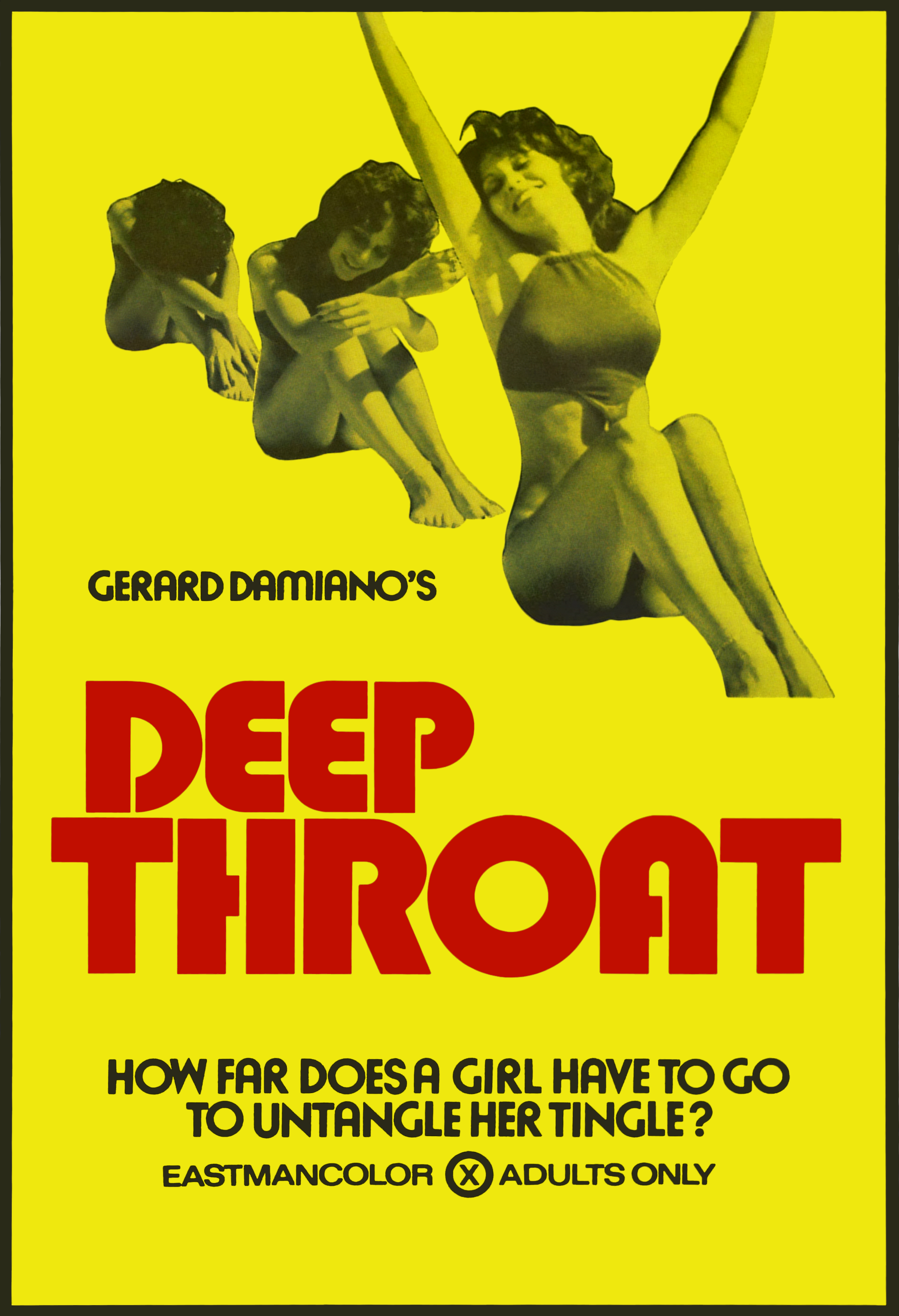
Deep Throat

Spätestens mit dem Erscheinen von Deep Throat entsprach es für einen Zeitraum von zwei oder drei Jahren der Mode, entsprechende Filme zu betrachten und über sie zu diskutieren. 1973 wurde eine fünf Seiten lange Besprechung des Films Deep Throat in der New York Times sehr bekannt, die in ihrer Überschrift den Begriff Porno Chic verwendete und dieses Phänomen beschrieb.
Die Schauspielerin Linda Lovelace vertrat zu dieser Zeit die Auffassung, dass die Porno-Industrie im Hollywood-Mainstream-Kino aufgehen werde.
Regisseure wie Gerard Damiano, Radley Metzger und Lasse Braun schufen pornografische Filme, die sich klassischen Filmproduktionen budgetär und handwerklich annäherten und auf ausgeprägten Handlungslinien und schauspielerischen Leistungen der Darsteller basierten. Lange vor den ersten Pornoproduktionen für den Videomarkt wurden diese Filme häufig im Superbreitwandformat (Seitenverhältnis 2,35:1) produziert, so dass sie optisch dem Cinemascope der 20th Century Fox ähnelten. Diese Entwicklungen schufen mehrere bedeutende Werke ihres Genres und führten dazu, dass noch Jahre später Filme entstanden, die auf den gleichen Grundprinzipien basierten. Einige der bekanntesten Produktionen sind:
| - Deep Throat (USA, 1972) - Behind the Green Door (USA, 1972) - The Devil in Miss Jones (USA, 1973) - Memories Within Miss Aggie (USA, 1974) - The Story of Joanna (USA, 1975) - Sensations (Holland, 1975) - The Private Afternoons of Pamela Mann (USA, 1975) - Naked Came the Stranger (USA, 1975) - Le Sexe qui parle (Frankreich, 1975) |  | - Alice in Wonderland (USA, 1976) - The Opening of Misty Beethoven (USA, 1976) - The Image (alternativer Titel The Punishment of Anne, F, 1976) - Through the Looking Glass (USA, 1976) - Waterpower (USA, 1977) - Debbie Does Dallas (USA, 1978) - Legend of Lady Blue (USA, 1979) - Caligula (USA, 1979) - Café Flesh (USA, 1982) |

## Aktuelle Verwendung
Seit den 1990ern werden die Begriffe Porno Chic bzw. Porn Chic auch zunehmend verwendet, um die wachsende Verbreitung pornografischer Stilelemente in unterschiedlichsten medialen Mainstream-Kontexten der Popkultur wie z. B. Spielfilmen, Werbung und Musikvideos zu beschreiben.
Aktive und ehemalige Pornodarsteller (wie z. B. Michaela Schaffrath) treten regelmäßig in Talkshows und Spielfilmen auf oder stellen ihre Publizität wie Schauspieler aus dem nicht-pornographischen Bereich im PR-Rahmen NGOs zur Verfügung (beispielsweise Ron Jeremy für PETA). Promotionveranstaltungen, Messen und Autogrammstunden gehören heute zum Alltagsgeschäft für die Größen der Branche. Seitdem Jenna Jameson sich vor einigen Jahren als Celebrity in der Glamourwelt des Medienbusiness etabliert hat, gehören gesellschaftliche Verpflichtungen auch für einige Pornostars zum Beruf. Seit den 1990er Jahren kam es in den USA auch zunehmend vor bzw. wurde publik, dass Hollywood-Schauspieler Beziehungen mit Pornodarstellern hatten, wobei in einigen Fällen Privatvideos entstanden, die später über das Internet vertrieben wurden.
Der britische Medienwissenschaftler Brian McNair war einer der ersten, von denen der Begriff in wissenschaftlichem Kontext verwendet wurde.
Im Bereich Mode wurden die zunehmenden Verstöße gegen traditionelle Moralvorstellungen ebenfalls unter den Begriff Porno Chic subsumiert. So zeigte z. B. 2003 der damals für Gucci tätige Designer Tom Ford das Logo des Unternehmens als Intimrasur, nachdem er zuvor für eine in Großbritannien nach Protesten von Passanten verbotene „Opium“-Parfümkampagne das Model Sophie Dahl völlig nackt in einer Pose abgebildet hatte, in der sie zu masturbieren schien. 2001 erklärte die französische Staatssekretärin für die Rechte der Frau, Nicole Péry, gegenüber Le Monde, sie werde schärfere Maßnahmen gegen „anzügliche und schockierende“ Werbeplakate fordern.

## Belege
1. ↑  Ralph Blumenthal: „Porno chic: ‘Hard-core’ grows fashionable-and very profitable“. In: The New York Times, 21. Januar 1973, abgerufen am 9. Juni 2021.
2. ↑  So in einem Interview aus den 70er Jahren in der Dokumentation Inside Deep Throat.
3. ↑  William L. Hamilton: „The Mainstream Flirts With Pornography Chic“. In: The New York Times, 21. März 1999, abgerufen am 9. Juni 2021.
4. ↑  vgl. Anette Dina Sørensen: „The mainstreaming of pornography in mass culture (Memento vom 4. Mai 2006 im Internet Archive)“, in: NIKK Workshop on Pornophication in Tallinn 2003, abgerufen am 9. Juni 2021.
5. ↑  vgl. Jon Henley: „A very Gallic problem“, The Guardian, 12. Juli 2001, und Avril Stephens: „French lash out at 'porno-chic'“, CNN, 7. August 2001.